# Кюбьер-сюр-Синобль
Кюбье́р-сюр-Сино́бль (фр. Cubières-sur-Cinoble) — коммуна во Франции, находится в регионе Лангедок — Руссильон. Департамент коммуны — Од. Входит в состав кантона Куиза. Округ коммуны — Лиму.
Код INSEE коммуны — 11112.

## Население
Население коммуны на 2008 год составляло 94 человека.
| 1962 | 1968 | 1975 | 1982 | 1990 | 1999 | 2008 |
| ---- | ---- | ---- | ---- | ---- | ---- | ---- |
| 48   | 56   | 39   | 64   | 64   | 64   | 94   |

## Экономика
В 2007 году среди 49 человек в трудоспособном возрасте (15—64 лет) 27 были экономически активными, 22 — неактивными (показатель активности — 55,1 %, в 1999 году было 47,4 %). Из 27 активных работали 17 человек (9 мужчин и 8 женщин), безработных было 10 (6 мужчин и 4 женщины). Среди 22 неактивных 3 человека были учениками или студентами, 5 — пенсионерами, 14 были неактивными по другим причинам.